# Ik vergeet niets!
Ik vergeet niets! is het eerste stripalbum uit de Thorgal-parallelreeks De werelden van Thorgal: Kriss Van Valnor. Het behoort samen met het vervolg hierop De straf van de Walkuren tot de cyclus van de Walkuren. Deze reeks draait om Kriss van Valnor, een van de hoofdpersonen uit de hoofdserie. De strip werd voor het eerst uitgegeven bij Le Lombard in 2010. Het album is getekend door Giulio de Vita met scenario van Yves Sente.

## Het verhaal
Het album gaat van start met een dodelijk gewonde Kriss Van Valnor die moet verschijnen voor het tribunaal van de Walkuren. Ze krijgt de kans om Freya te overtuigen haar op te nemen in Asgaard omwille van haar heldaftige optreden om Thorgal en zijn gezin te redden (zie: Kriss van Valnor). Het alternatief is voor eeuwig rondzwerven in de ijzige nevels van Niflheim.
Het verhaal keert terug naar de vroege levensjaren van Kriss Van Valnor toen die nog bij haar moeder en stiefvader woonde. Deze laatste mishandelde haar en haar moeder kan of wou niets doen om hem te stoppen. Wanneer haar moeder zelfmoord pleegt, neemt Kriss Van Valnor het recht in eigen handen en vermoordt haar stiefvader.
Vervolgens gaat ze op zoek naar een mentor, die ze vindt in de persoon van Sigwald. Kriss sluit zich aan bij diens groep circusartiesten en zij trekken van stad tot stad tot ze aankomen bij het kasteel van de Heer van Alhard. Daar treedt Kriss samen met Sigwald's dochter op voor de dochter van De Heer van Alhard. Deze neemt de beide meisjes gevangen en sluit hen op...